# ستان ماكنزي
ستان ماكنزي (بالإنجليزية: Stan McKenzie)‏ مواليد 6 أكتوبر 1944 في ميامي، هو لاعب كرة سلة أمريكي سابق بدأ مسيرته الاحترافية في سنة 1966 وحمل الرقم 40. بلغ طوله 6 قدم 5 بوصة (2.0 م). اعتزل اللعب في 1973.

## فرق لعب لها
- بالاكانسترو فاريزي
- فينيكس صنز
- بورتلاند ترايل بلايزرز
- هيوستن روكتس

## روابط خارجية
- ستان ماكنزي على موقع الاتحاد الدولي لكرة السلة (الإنجليزية)
- ستان ماكنزي على موقع إن بي أي (الإنجليزية)
- ستان ماكنزي على موقع سبورتس رفرنس (الإنجليزية)
- ستان ماكنزي على موقع كلية كرة السلة في سبورتس رفرنس.كوم (الإنجليزية)
- ستان ماكنزي على موقع ريلجم (الإنجليزية)
- ستان ماكنزي على موقع بروبوليرز (الإنجليزية)